# パナマ運河攻撃 (紺碧の艦隊)
パナマ運河攻撃（パナマうんがこうげき）とは架空戦記『紺碧の艦隊』の劇中で登場する架空の軍事作戦である。劇中では2回行われた。

## 第1次攻撃（照和17年1月13日）

### 計画
この作品の題名となっている『紺碧艦隊』の潜水艦は前世の伊四〇〇型潜水艦を元にして建造されたものであり、前世で成しえなかったパナマ運河攻撃を後世で実現しようという作戦である。目標は戦前に入手した資料より大西洋側に設置されて施設が巨大でもある『ガトゥーン閘門（OVA版ではガツン閘門と表記）』が選ばれた。また作戦時期に1月を選んだのは乾季であり施設修復が完了した後もガトゥーン湖の注水に時間がかかり最大1年間はパナマ運河を使用不能に出来ると考えられた。この期間、アメリカ合衆国の太平洋側への軍需物資輸送は大幅に遅延する事となるからである。

### 攻撃前夜
前年12月にハワイ沖にて米戦艦2、空母1を沈めた紺碧艦隊はその足でパナマ運河へ潜航を続け1月12日には『ガトゥーン閘門』より600kmの地点にあるマルベロ島沖に到達していた。
しかし、この距離は旗艦『富嶽号』の搭載している水上攻撃機『雷洋』、『伊500型』3隻が搭載する水上戦闘機『春嵐』の増槽無しでの往復距離のぎりぎりであり（『乙姫号』に搭載された水偵『星電改』は航続距離4000km程度のため問題なし）、爆弾を減らして増槽を装備する案も立案されたが航空隊指揮官である大竹馬太郎大尉の強い主張もあり司令官前原一征少将は艦隊を出来る限り収容地点に近づけることに決定し、航空隊に対しては攻撃不可能と判断した場合は直ちに帰投すること、および命を無駄にしないこと（特攻攻撃はするな）と厳命している。

### 航空攻撃
13日午前3時3分、『富嶽号』をはじめとする攻撃部隊は浮上、訓練の成果もあり10分も掛からずに全攻撃機を発艦させ、
3時25分には編隊を組んで攻撃地点へ向かった。攻撃隊はコロンビア寄りのルートをとり、夜明け直後には大西洋側に到達し、『雷洋』は閘門本体、『春嵐』はガトゥーンダムを初めとする運河施設を狙い攻撃は成功、遅れてきた米迎撃機隊と交戦し数機を撃墜して退けた後、後続部隊を高度1万mまで上昇することによって引き離すことに成功した。

### 対水上攻撃・攻撃隊収容
『乙姫号』を除く紺碧艦隊の4艦は攻撃機収容のためパナマ側に接近していた。しかし、そこへ母艦捜索のために米駆逐艦5隻が出現、攻撃機に収容地点を伝える標色素を発見、爆雷攻撃を開始した。しかし紺碧艦隊は魚雷戦術『G7』を初めて実戦使用し逆に米駆逐艦隊を返り討ちにして浮上、攻撃隊の収容作業を行った。作業終了前には米攻撃機が来襲、負傷者を出したものの全機を収容、離脱に成功した。この後、紺碧艦隊は通商破壊戦を行いながら紺碧島基地へ帰還した。

### 影響
前述の『ガトゥーン閘門』および関連施設の攻撃により、ガトゥーン湖の水が全て大西洋へ排水されたことによりパナマ運河は1年近く使用不可能となり、アメリカ合衆国の太平洋側への軍事物資輸送は遅延することになり、反撃準備までに多くの時間が費やされた。
また、ハワイから送還された米軍将兵やパナマから流れてくる日本海軍の秘匿潜水艦隊の断片情報に尾鰭が付きデマとなってアメリカ国民に大きな恐怖を与えた（アメリカ政府は正確な紺碧艦隊の情報を掴んでいなかったためこれを隠匿、公式には否定した）。なお、日本側では攻撃成功の情報は国民の慢心を防ぐためあえて報道発表はされなかった。

## 第2次攻撃（照和18年11月）

### 作戦意図
本攻撃はアメリカ本土ロスアラモスにある原爆研究所破壊作戦『弦月作戦』を行うための支作戦であり、前もって10月に行われた紺碧艦隊による作戦『和』が成功しアメリカ政府が原爆開発の発表、中止を言明した場合は本攻撃も中止される予定であった。なお、本作戦は紺碧艦隊だけではなくハワイに本拠を置く高杉英作司令長官率いる東部太平洋艦隊（以後、高杉艦隊と記す）が主力を勤めた。

### 第1段階
結局、アメリカ政府は原爆開発の発表、中止をしなかったため日本艦隊は行動を開始した。アメリカ側も日本艦隊が行動を起こしていることは掴んでいたが高杉艦隊はサンディエゴまたはロサンゼルスを目標としていると判断、両都市500kmの洋上に防衛線を展開したが高杉艦隊はその隙にパナマへと向かった。そしてココ島東500km洋上にて哨戒中のB-17に発見されこれを不時着水させて乗員および通信機、暗号ブックを鹵獲した。

### 第2段階
高杉艦隊の攻撃目標がパナマと気づいたアメリカ軍上層部は直ちに集められるだけの空軍部隊とカリブ海艦隊をパナマへと急派した。しかし、前述の通信機、暗号ブックによる欺瞞情報と高杉艦隊に所属する対潜水雷艇母艦『洋鯨』から放たれた魚雷艇を使った陽動作戦に嵌りパナマに展開していた航空戦力半分が留守の間に転戦してきた紺碧艦隊航空部隊がチャフを散布してレーダーを無効化し、高杉艦隊航空戦力の侵入を支援した。
太平洋側のミラ・フロレス、ペドロ・ミゲル閘門には艦上爆撃機『銀星』による急降下水中弾爆撃、大西洋側ガトゥーン閘門には艦上攻撃機『蒼山』による雷撃、飛行場には艦上戦闘機『電征』による機銃掃射および滑走路破壊爆弾による攻撃を行い、徹底的に破壊した。一方、大西洋側に駆け付けていたカリブ海艦隊は『蒼山』への対空戦闘に気をとられている隙に紺碧艦隊の艦隊殲滅雷撃を受け、全滅した。

### 最終段階
高杉艦隊は航空機を収容した後、旗艦『比叡』、戦艦『霧島』をはじめ、巡洋艦『鳥海』以下駆逐艦6隻を従えてパナマ港へ向かい途中、巡洋艦を旗艦とした沿岸防備艦隊を駆逐艦による雷撃で蹴散らし、沖合35km地点から艦砲射撃を浴びせ港湾施設を破壊し撤退した。

### 影響
この攻撃において出撃した紺碧艦隊航空部隊の半数、高杉艦隊航空部隊の3分の一が失われた。しかしパナマ運河は太平洋、大西洋側の両閘門を破壊されただけでなく、パナマ港の港湾施設も破壊されたことでその機能を最大2年間失うことになった。
しかし、アメリカは航空攻撃に対抗して運河自体を地下化しなおかつ防御を固めた『第2パナマ運河』を3年後に完成させた。
なお、本来の目的であるロスアラモス原爆研究所破壊作戦は本攻撃および紅玉艦隊第2戦隊が行ったサンディエゴ攻撃によりアメリカ側への陽動、という目的が達せられたため、成功に終わっている。

## メディアにおける違い

### 第1次攻撃
攻撃成功後の航空戦の際、米軍が出撃させたのは原作、コミックではP-38ライトニングであるがOVAではP-39エアラコブラである。また、原作では米駆逐艦隊が偶然紺碧艦隊の収容地点に遭遇したかのように描写されているが、コミック、OVAではカタリナ飛行艇に標色素を発見されている（この機は『春嵐』に撃墜された）。負傷者が出たという描写はOVAではない。

### 第2次攻撃
原作では、哨戒中のB-17は不時着水させられたが、OVAでは撃墜されている。また、OVAでは対潜水雷艇母艦『洋鯨』による陽動作戦は存在せず、紺碧艦隊航空隊によるチャフ散布の描写はない。閘門への攻撃は雷撃しか描写がなく、カリブ海艦隊は対空戦闘を行った描写がなく運河に気をとられている隙に紺碧艦隊による雷撃を受け壊滅した。なお、OVAでは高杉艦隊による艦砲射撃の描写もない。